# Elvaston (Illinois)
Elvaston  – wieś w stanie Illinois w hrabstwie Hancock w Stanach Zjednoczonych.